# Озеро Святе
О́зеро Святе́ — найбільше озеро Хмельницької області. Належить до групи заславських озер, розташованих на території Михельського лісництва ДП «Ізяславське лісове господарство», в межах Малого Полісся, на території Шепетівського району
Середня глибина озера близько 4 м, найбільша близько 9 м, у центрі озера розташований острів, а навколо озера ліс. Озеро живиться артезіанськими джерелами, що б'ють із дна. Тому вода в ньому чиста, прозора. 
З 1990 року має статус комплексної пам'ятки природи загальнодержавного значення.

## Флора і фауна

### Тваринний світ

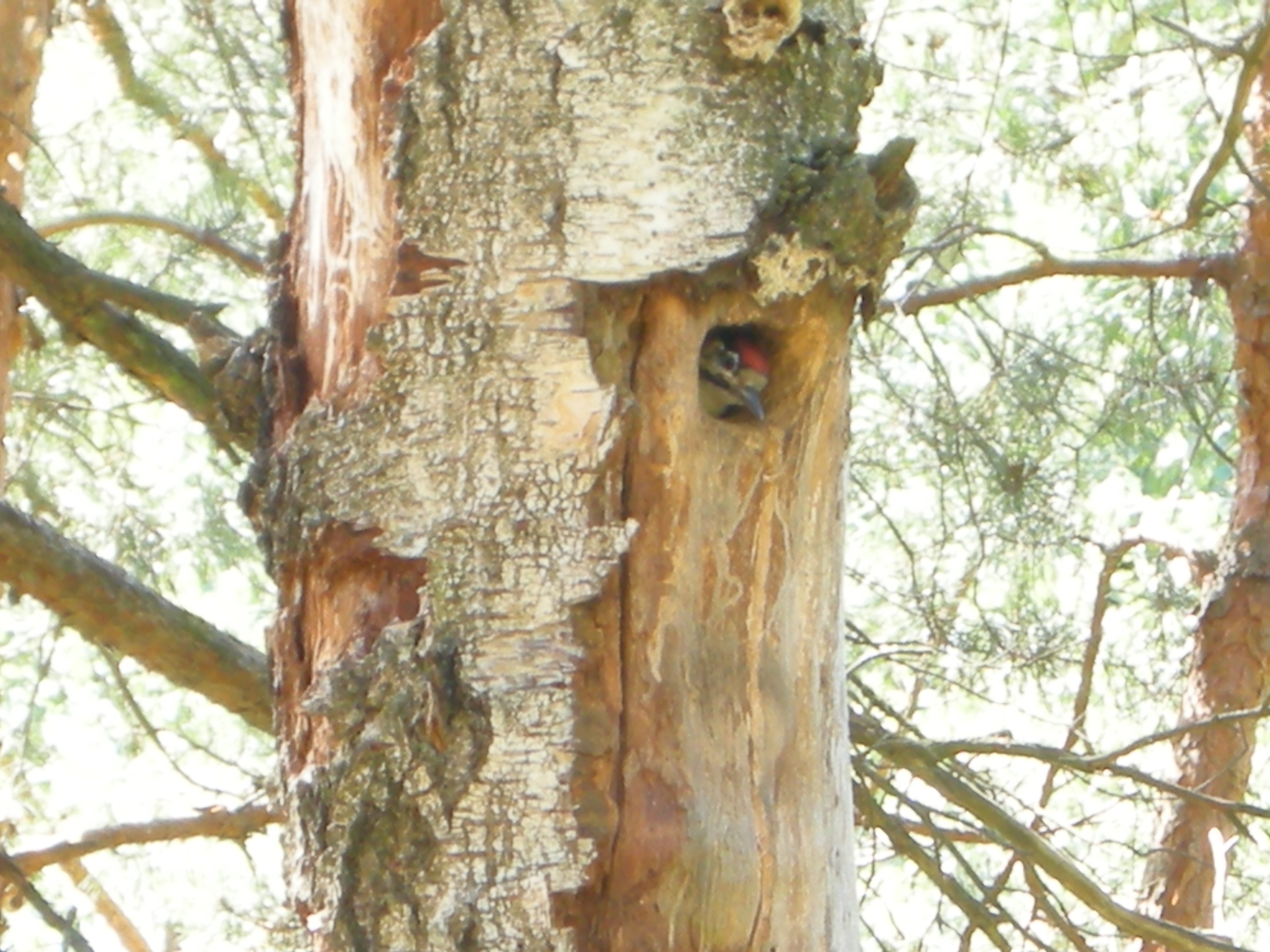
Дятел

На Святому мешкають 67 видів птахів, майже третина з яких є рідкісними і потребують особливої уваги та захисту. Зокрема, 4 види занесено до Червоної книги України, 24 — включено до Додатку II Бернської конвенції.
Ссавці представлені типовим для Малого Полісся набором видів. З групи мисливських звірів тут відмічені сарни, лисиці, куниця лісова, вивірка лісова, ондатра; звичайним є кріт європейський, а також різноманітні мишовиді гризуни, кажани тощо.

### Рослинний світ

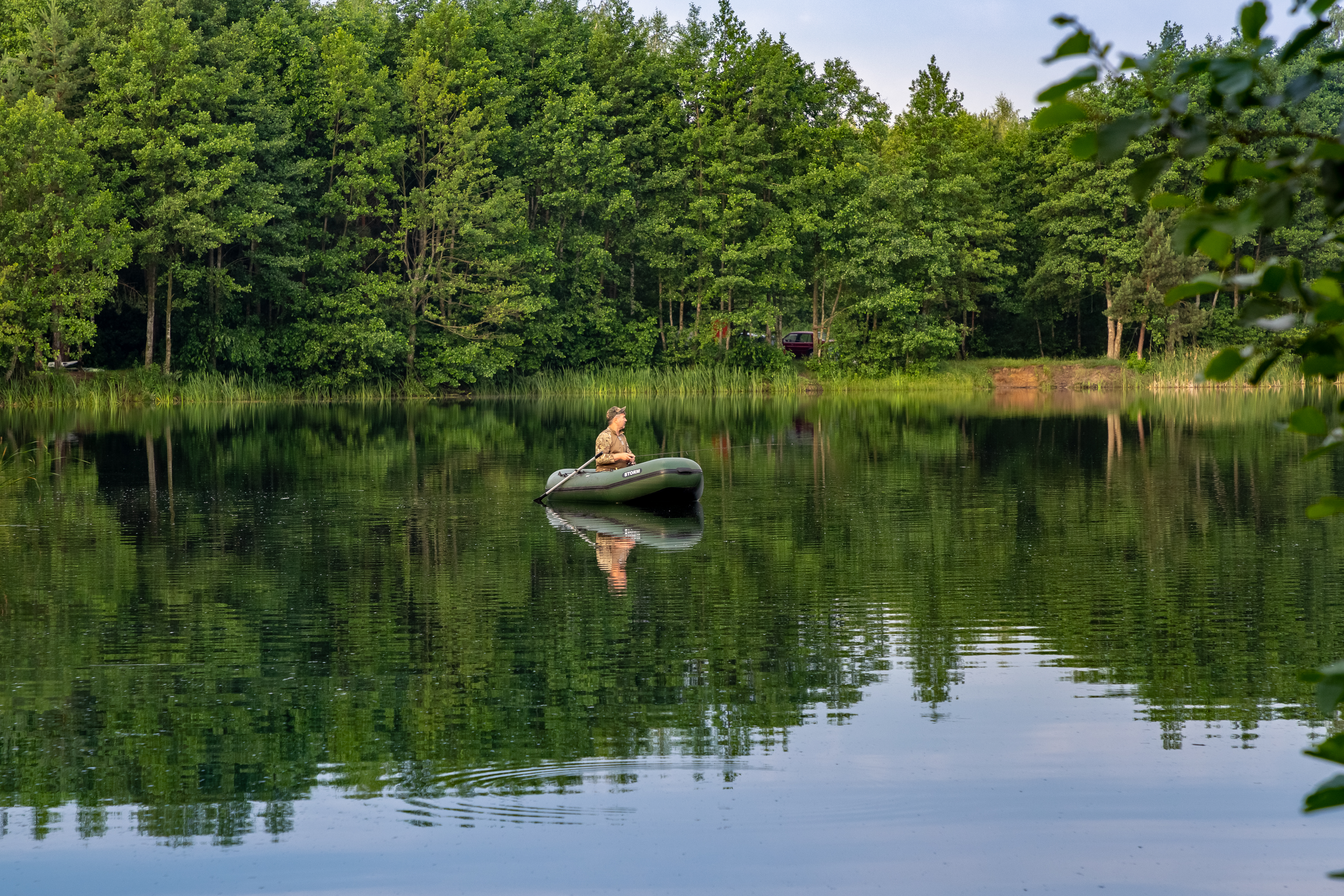
Сосновий ліс навколо озера

На Святому поширені лісова, болотна, прибережно-водна, вибірково-лучна рослинність, а також цікавий фауністичний комплекс. Зусібіч озеро оточене сосняком. Це вологий змішаний сосново-березовий ліс і лише від сходу сухий сосновий. В лісовому покриві трапляються гвоздика несправжньорозчепірена, осока кульконосна і ситник відстовбурчений.
На навколишній території трапляються сосново-орлякові, дубово-сосново-орлякові та березові лісові угруповання. Сосново-орлякові ліси вирізняються трав'яним ярусом, який представлений орляком звичайним заввишки 100—120 см. В цьому ярусі ростуть купина запашна, перлівка поникла, костриця велетенська, грушанка круглолиста.
З рідкісних видів ростуть чорниця, брусниця звичайна, зелениця сплюснута.
Дубово-сосново-орлякові ліси ростуть на більш сухих і родючих ґрунтах. Трав'яний ярус складає орляк із супутніми йому видами: квасениця звичайна, безколінець блакитний, перестріч гайовий, конвалія звичайна, веснівка дволиста, рідкісна чорниця.
Березові ліси найсвітліші і утворюють невеликі масиви, які сформувались переважно на місці соснових лісів. Підлісок відсутній. Цим лісам підстилають такі трав'янисті рослини як: орляк звичайний, чоловіча папороть, дзвоники розлогі, злаки — безколінець, стоколос безостий, перлівка поникла. В найзволоженіших місцях ростуть чорниця і верес звичайний.

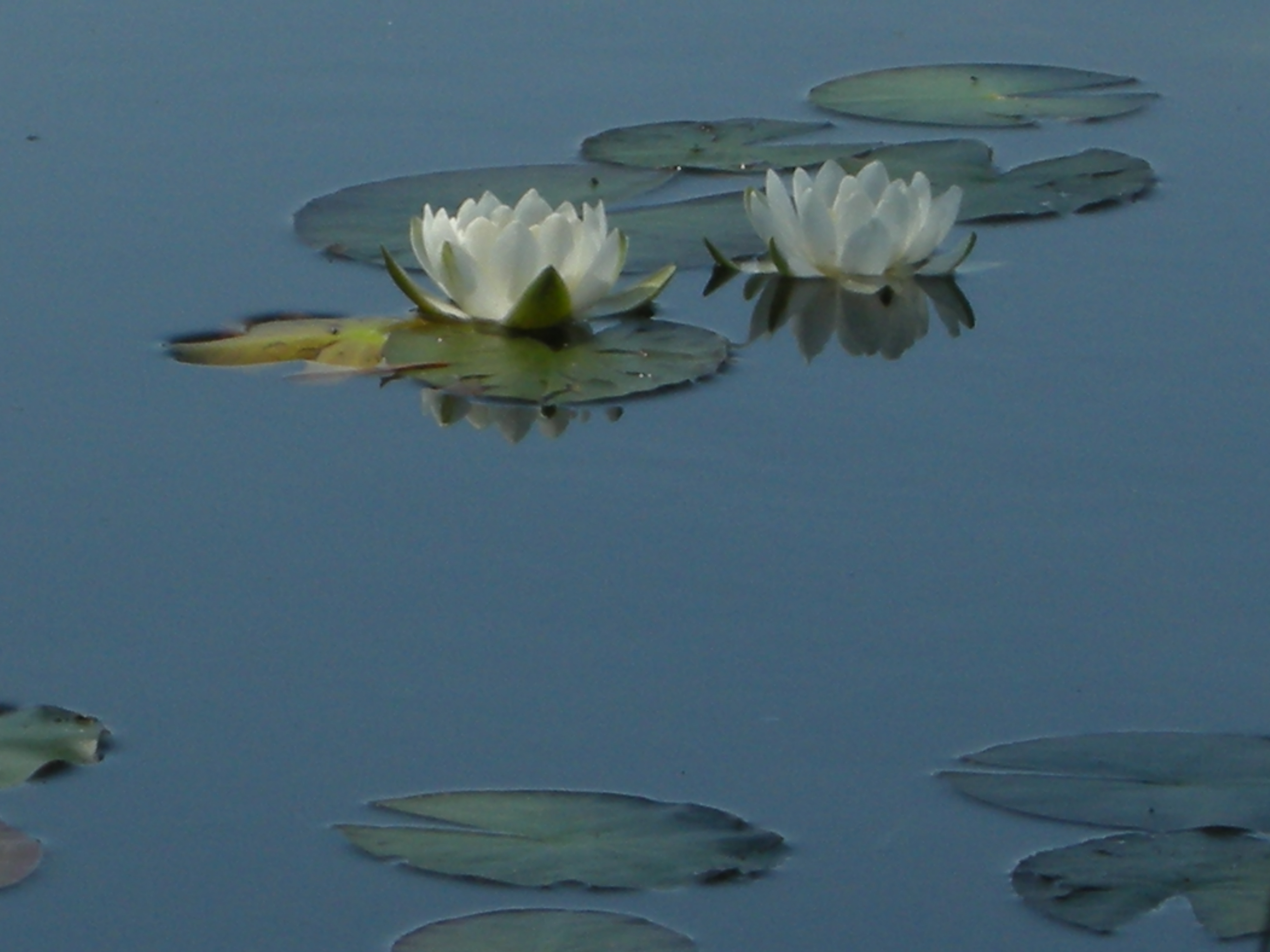
Жіноче латаття

Найцікавішими виявилися болотні масиви навколо озера. Вони виражені декількома угрупуваннями. Насамперед це угрупування кореневищих осок, які характеризуються однорідністю травостою, і ростуть у найменше зволожених місцях. Це осока гостра, осока пухирчаста, осока чорна, осока жовта, осока багнова, осока пухнастоплода, калюжниця болотяна.
Із червонокнижних видів тут трапляються орхідеї: коручка болотна, зозульки бузинові.
На болотах розміщені виключно цінні соснові сфагнові ліси. Це найбагатший трав'янисто-чагарниковий ярус. Саме тут росте найбільша кількість рідкісних видів: багно звичайне, буяхи, чорниця, брусниця, верес, осока багнова, журавлина болотна, образки болотні, бобівник трилистий.
На водному плесі озера своєю ніжною красою ваблять види з Червоної книги України (1980, 1996): латаття біле і глечики жовті, Їх супроводжують теж такі рідкісні види як: вовче тіло болотне, гірчак земноводний, ситник розлогий, ситник тонкий. Таким чином, біля озера знайшли притулок понад 150 видів вищих рослин і 15 видів мохів і лишайників.
Своєрідним сюрпризом виявилася знахідка реліктового виду з дольодовикового періоду (з плаунових) — діфазіаструм сплюснутий (Л. Г. Любінська) та плауна булавоподібного, які утворюють невеликі куртини.